# ダン・トゥフィック
ダン・サラー・トゥフィック（Dan Salah Tawfik, 1955年5月28日 – 2021年5月4日）はイスラエルの生化学者（タンパク質工学、進化生化学、特に酵素進化における貢献で有名。 ）

## 来歴
イラクからのユダヤ人移民の家族にエルサレムで生まれた。 エルサレムのヘブライ大学で化学と生化学の理学士号（1988年）、バイオテクノロジーの修士号（1990年）を取得。ワイツマン科学研究所で博士号を取得（1995年）。その後英国に移り、ケンブリッジ大学およびイギリス医学研究審議会タンパク質工学センター（Centre for Protein Engineering）でアラン・ファーシュト（Alan Fersht）の下で2年間のポスドク研究後、ケンブリッジ大学シドニー・サセックス・カレッジ（Sidney Sussex College）およびタンパク質工学センターで上級研究員に、1999年にグループリーダーに任命された。2001年にワイツマン科学研究所の生物化学科（現在の生体分子科学科）に加わり、2010年からネラとレオンベノジヨ生化学（the Nella and Leon Benoziyo Professorial Chair of Biochemistry）の議長を務めた。また、2019年から亡くなる時までワイツマン科学研究所科学評議会の副議長を務めた。]
2021年5月4日、クロアチアのパクレニツァ国立公園のアニチャククでのロッククライミング事故で亡くなった。

## 研究
IVC法(in vitro compartmentalization)をアンドリュー・グリフィスと共同で開発した。この技術により、エマルジョン液滴内の単一DNA / RNA分子の区画化が可能になり、遺伝子を複製、転写、翻訳できる細胞のような区画が提供される。 この技術により、生細胞を用いることなく酵素の進化を指示することが可能になり、454 lifescience社のシーケンス技術やSOLiD技術(Sequence by Oligo Ligation and Detection)などの超並列シーケンス技術(massive parallel sequencing methods) やデジタルポリメラーゼ連鎖反応(デジタルPCR)の基礎にもなった。 
enzyme promiscuityと、酵素進化におけるその役割の研究で、トゥフィックは最も早期かつ最も引用された貢献者の1人であった。
タンパク質構造多様性とそのpromiscuityの関連を示し、promiscuousタンパク質機能（タンパク質の元の機能のわずかな影響でpromiscuous活動を劇的に強化する突然変異の能力）の進化の可能性や農薬分解酵素の進化におけるpromiscuityの役割を示した。彼のグループはまた、新しい酵素につながる進化の軌跡、およびタンパク質の折り畳みと安定性、進化可能性の関連にも取り組んでいた。
最初の酵素の出現に関する彼の研究は、最も一般的な酵素系統であるロスマンフォールド酵素とPループNTPアーゼの祖先を単純なポリペプチドで確立することに取り組み、 最初のカチオン性アミノ酸としてオルニチンを示唆した。そしてpromiscuousタンパク質機能の進化可能性（タンパク質の元の機能のわずかな影響でpromiscuous activityを劇的に強化する突然変異の能力）を示した。

## 受賞歴
- The Wolgin Prize for Scientific Excellence (2007)
- The Weizmann Prize from the Tel Aviv municipality (2007)
- EMBO member (2009)[19][20]
- Teva Award for Excellence in Memory of Eli Hurvitz (2013)[21]
- The ECI Enzyme Engineering Award (2015)
- The EMET Prize in Life Sciences (2020)[22]